# SV Straelen
El SV Straelen es un equipo de fútbol de Alemania que juega en la Oberliga Niederrhein, una de las ligas regionales que conforman la quinta división de fútbol en el país.

## Historia
Fue fundado en el año 1919 en la ciudad de Straelen en Westfalia como un equipo multideportivo que cuenta con secciones en atletismo, bádminton, balonmano, baloncesto, gimnasia, karate, natación y voleibol, además de contar actualmente con más de 2400 miembros afiliados.
En 1996 logra el ascenso a la Oberliga Nordrhein por primera vez en su historia, donde jugó hasta que descendió en 2001, no sin antes jugar la Copa de Alemania en 1999 por primera vez en su historia.
En 2006 vuelve a la Oberliga Nordrhein, aunque falló en ingresar a la recién creada Oberliga Nordrhein-Westfalen, por lo que fueron descendidos a la quinta división.
En la temporada 2017/18 gana el título de la Oberliga Niederrhein y logra el ascenso a la Regionalliga West, abandonando las divisiones aficionadas por primera vez en su historia.

## Palmarés
- Oberliga Niederrhein: 2

2018, 2020
- Verbandsliga Niederrhein: 2

1996, 2006
- Landesliga Niederrhein 2

1983, 1994

## Jugadores

### Jugadores Destacaos
- Jos Luhukay
- Claudio Chavarría
- Wolfgang Kleff